# ويلبر فيسك لونت
ويلبر فيسك لونت (بالإنجليزية: Wilbur Fisk Lunt)‏ (و. 1848 – 1908 م) هو قاضي من الولايات المتحدة الأمريكية. ولد في مين.
توفي في مدينة نيويورك، عن عمر يناهز 60 عاماً.